# Kyrsten Sinema
Kyrsten Lea Sinema (Tucson, 12 luglio 1976) è una politica e avvocato statunitense, senatrice dell'Arizona dal 2019 al 2025 e in precedenza membro della Camera dei rappresentanti per lo stesso stato dal 2013 al 2019.
Sinema è stata per tre mandati rappresentante statale per il 15º distretto legislativo dal 2005 al 2011, un mandato come senatrice dello stato per il 15º distretto legislativo dal 2011 al 2012 e tre mandati come rappresentante degli Stati Uniti per il 9º distretto dal 2013 al 2019. 
Da sempre considerata una moderata, il 9 dicembre 2022 Sinema ha annunciato la sua uscita dal Partito Democratico, identificandosi come Indipendente.

## Biografia
Nata in Arizona in una famiglia mormone, i suoi genitori divorziarono quando era piccola. Dopo aver studiato alla Brigham Young University, Sinema si laureò in legge all'Università statale dell'Arizona ed esercitò per diversi anni la professione di avvocato penalista.

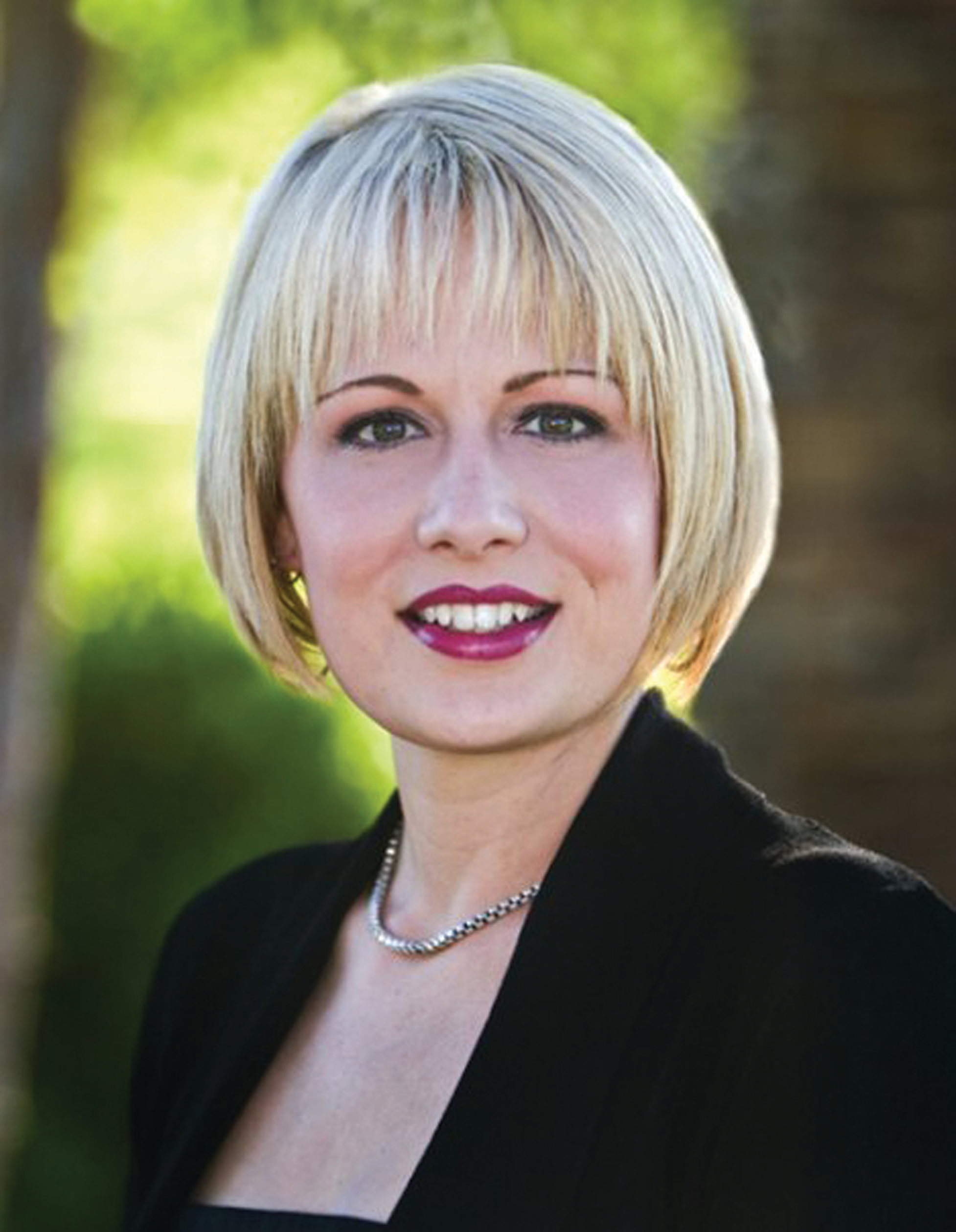
Sinema nel 2010

Nel 2002 si candida per un seggio alla Camera dei Rappresentanti dell'Arizona, presentandosi come indipendente nella lista dei Verdi. Dopo aver perso l'elezione, Sinema aderì al Partito Democratico e due anni dopo si ripresentò alle elezioni, riuscendo a vincere. Venne rieletta tre volte, finché nel 2010 approdò al Senato di stato dell'Arizona.
Nel 2011 annunciò la propria candidatura alla Camera dei Rappresentanti nazionale per un seggio di nuova creazione e l'anno successivo riuscì ad essere eletta, divenendo la prima bisessuale dichiarata del Congresso, oltre che l'unica non affiliata religiosamente. La campagna elettorale era stata molto discussa in quanto il suo avversario repubblicano l'aveva definita "una hippie pagana". Negli anni successivi fu rieletta deputata per altri due mandati.
Nel settembre 2017 decide di candidarsi per il seggio di Classe I al Senato degli Stati Uniti, occupato fino ad allora dal repubblicano Jeff Flake. Sinema vinse le primarie democratiche nell'agosto del 2018 e nelle elezioni generali affrontò come avversaria repubblicana la collega deputata Martha McSally, in una competizione che avrebbe eletto la prima donna senatrice dello stato. Al termine di una campagna elettorale molto combattuta e di uno spoglio dei voti che si protrasse per una settimana, Sinema risultò vincitrice. Divenne così la prima donna eletta al Senato dall'Arizona, la prima donna bisessuale eletta al Senato, nonché la prima candidata democratica a vincere un'elezione al Senato in Arizona dopo 24 anni.
Poche settimane dopo, prima dell'insediamento di Sinema, il senatore Jon Kyl rassegnò le dimissioni e il governatore dell'Arizona Doug Ducey si trovò a dover determinare un successore; la scelta ricadde proprio su Martha McSally, che quindi prestò giuramento come senatrice lo stesso giorno della rivale Sinema, alla quale tuttavia fu riconosciuta la maggiore anzianità per via della legittimazione popolare del voto.
Kyrsten Sinema era considerata una dei democratici più moderati del Congresso, membro della Blue Dog Coalition durante il suo mandato alla Camera.

### Posizioni politiche
Kyrsten Sinema era posizionata nell'ala più a destra del Partito Democratico. Usando l'ex senatore repubblicano dell'Arizona John McCain come modello, non ha esitato a votare contro le posizioni della maggioranza del suo partito. Nei primi 100 giorni della presidenza di Joe Biden, ha votato contro l'aumento del salario minimo federale a 15 dollari l'ora come parte del pacchetto di stimolo per affrontare gli effetti della pandemia COVID-19. Era anche tra i democratici del Senato che si sono opposti alla nomina di Neera Tanden, il candidato di Joe Biden a capo del bilancio della Casa Bianca. È anche un'avversaria del Green New Deal e blocca l'abolizione dell'ostruzionismo (in gergo politico statunitense: Filibuster), la procedura che permette di bloccare una legge al Senato con il supporto di 41 senatori.
Nell'aprile 2021, lei e l'altro senatore democratico dell'Arizona, Mark Kelly, hanno sostenuto la dichiarazione dello stato di emergenza da parte del governatore repubblicano dello stato, Doug Ducey, così come l'invio da parte di quest'ultimo di truppe della Guardia Nazionale al confine con il Messico per affrontare una crisi migratoria. Allo stesso tempo, ha in programma di introdurre una legge “bipartisan” con il senatore repubblicano John Cornyn del vicino Texas per arginare il flusso di migranti attraverso il confine con il Messico.
Questi voti gli sono valsi le critiche dell'ala sinistra del Partito Democratico. Nell'estate del 2021, le proteste fuori dal suo ufficio a Phoenix sono state organizzate dai giovani del Sunrise Movement, un gruppo di attivisti del clima. A loro si sono uniti attivisti dei diritti civili, tra cui il reverendo Jesse Jackson, e figure del movimento operaio come Dolores Huerta.

## Opere
- (EN) Unite and Conquer: How to Build Coalitions That Win and Last, Berrett-Koehler Publishers, 2009, ISBN 9781605090054.
- (EN) Who Must Die in Rwanda's Genocide?: The State of Exception Realized., Lexington Books, 2015, ISBN 9781498518659.